# Аналемма
Анале́мма (др.-греч. ανάλημμα, «основа, фундамент») — кривая, соединяющая ряд последовательных положений центральной звезды планетной системы (в нашем случае — Солнца) на небосводе одной из планет этой системы в одно и то же время суток в течение года.
Форма аналеммы на небосводе Земли имеет вид «восьмёрки» и определяется наклоном земной оси к плоскости эклиптики, эллиптичностью земной орбиты и ориентацией земной оси относительно главных осей эллипса земной орбиты. Наивысшее положение солнца на аналемме (точнее — имеющее наибольшее склонение) соответствует летнему солнцестоянию, наинизшее (с наименьшим склонением) — зимнему. Положение в перекрестии «восьмёрки» солнце занимает два раза в год, в середине апреля и в конце августа. Эти даты не совпадают с весенним и осенним равноденствием, а сдвинуты к лету (в южном полушарии к зиме), что связано с эллиптичностью земной орбиты.
Вследствие эллиптичности земной орбиты положения солнца вблизи верхнего экстремума расположены теснее, а вблизи нижнего — реже. Это связано с тем, что вблизи зимнего солнцестояния Земля движется по орбите быстрее, так как она проходит перигелий в начале января, а вблизи летнего — медленнее (афелий в начале июля). Поскольку солнцестояния опережают дни прохождений перигелия и афелия примерно на две недели, «восьмёрка» аналеммы слегка асимметрична — восточная и западная половины несколько различаются.
Первая фотография аналеммы была сделана Деннисом ди Чикко в 1978—1979 годах.